# Aglossa tanya
Aglossa tanya is een vlinder uit de familie van de snuitmotten (Pyralidae). De wetenschappelijke naam van de soort is voor het eerst geldig gepubliceerd in 1943 door Corbet & Tams.